# Vans Authentic

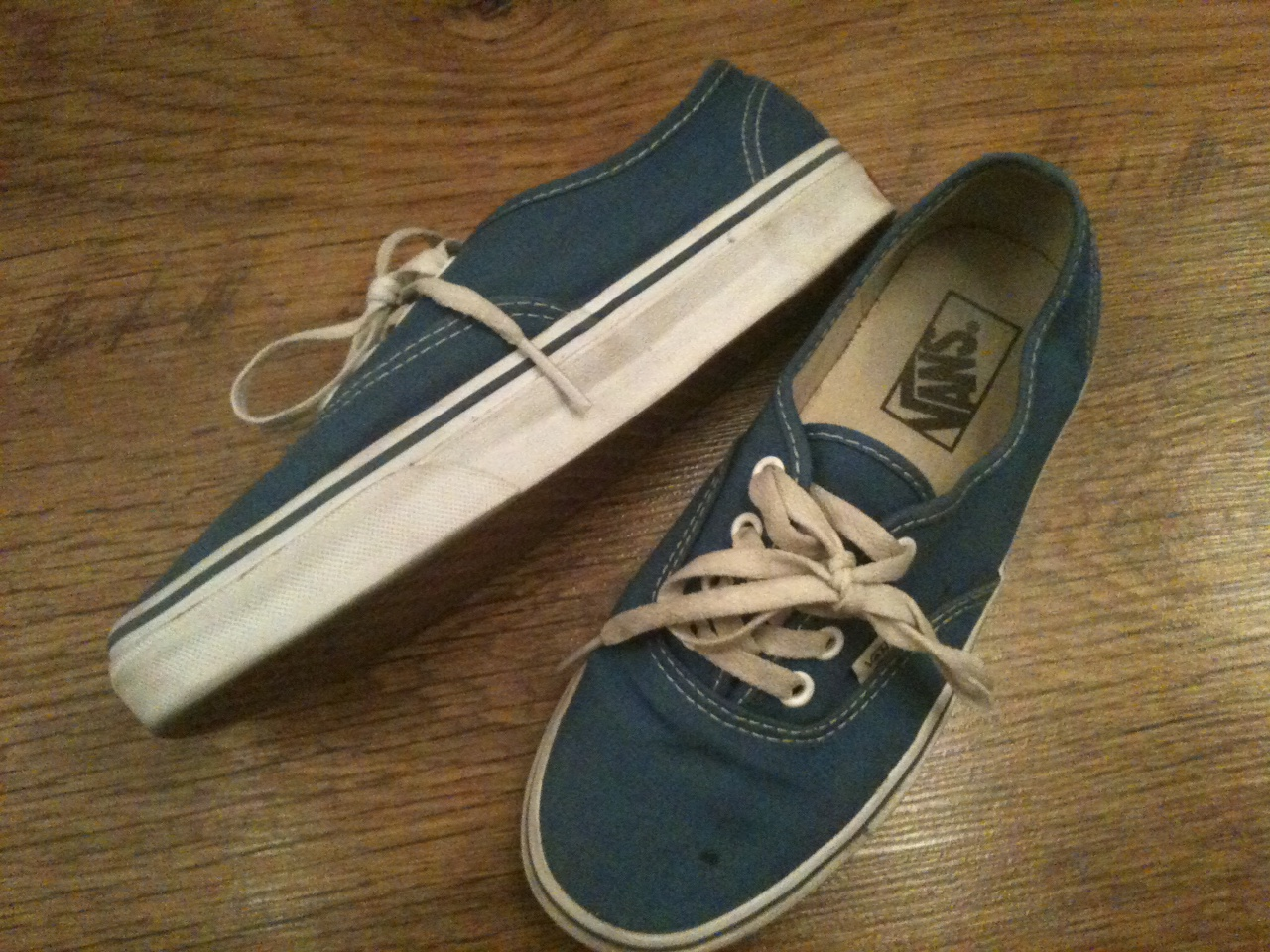
Tenisky Vans Authentic v jedné ze základních barev

Vans Authentic je série modelů tenisek od amerického výrobce obuvi a oblečení Vans, který vznikl ve městě Anaheim ve státě Kalifornie. Model Authentic byl prvním výrobkem této společnosti, prodávat se začal 16. března 1966 a navrhl ho zakladatel Paul Van Doren.

## Technologie
Modelová řada Authentic se nevyznačuje žádnou technologickou vyspělostí, jsou to jednoduché tenisky s vulkanizovanou podrážkou a plátěným svrškem. Právě tato jednoduchost je dělá velmi populární volbou při výběru obuvi na skateboarding. Tento model se vyrábí dodnes, v drtivé většině případů bez jakýchkoliv technologických obměn původního designu - mění se jen barevné kombinace.

## Kulturní význam
Tenisky od značky Vans byly už od vzniku značky spojovány zejména s kulturou skateboardingu, v níž byly, a stále jsou, ve velké míře využívány. Později se značka stala oblíbenou i v kultuře punku, kde právě model Authentic sklidil největší úspěch. V obou výše zmíněných kruzích je značka Vans stále relevantní a váženou.

## Populární modely
Během vývinu značky Vans se začaly vytvářet různé alternativní divize vývinu a navrhování obuvi, jmenovitě Vans Vault, Vans Syndicate, Vans LXVI, Vans Off The Wall či Vans California. Model Authentic se nachází v portfoliu každé z těchto divizí v různých obměnách, při kterých byly použity nové materiály, potisky, vlivy různých světových umělců či profesionálních atletů, zpravidla závodiacich v oblasti skateboardingu.